# Campeonato Mundial de Esquí Nórdico 2013 – Trampolín normal individual masculino
El evento de Trampolín normal individual masculino del Campeonato Mundial de Esquí Nórdico de 2013 se celebró el 23 de febrero de 2013, mientras que la clasificación se realizó el 22 de febrero de 2013.

## Resultado

### Clasificación
La clasificación se llevó a cabo a las 18:07 (hora local).
| Pos. | Nº | Nombre                   | País            | Distancia (m) | Distancia puntos | Jurado puntos | Total         | Observaciones |
| ---- | -- | ------------------------ | --------------- | ------------- | ---------------- | ------------- | ------------- | ------------- |
| 1    | 55 | Tom Hilde                | Noruega         | 103.0         | 76.0             | 54.5          | 121.3         | Clasificado   |
| 2    | 49 | Taku Takeuchi            | Japón           | 102.5         | 75.0             | 54.5          | 120.7         | Clasificado   |
| 3    | 47 | Andreas Stjernen         | Noruega         | 102.5         | 75.0             | 56.0          | 119.8         | Clasificado   |
| 4    | 46 | Andreas Wank             | Alemania        | 100.5         | 71.0             | 57.0          | 117.7         | Clasificado   |
| 5    | 37 | Dawid Kubacki            | Polonia         | 99.5          | 69.0             | 54.5          | 117.4         | Clasificado   |
| 6    | 51 | Maciej Kot               | Polonia         | 101.5         | 73.0             | 55.5          | 117.1         | Clasificado   |
| 7    | 44 | Manuel Fettner           | Austria         | 100.0         | 70.0             | 55.0          | 116.4         | Clasificado   |
| 8    | 52 | Wolfgang Loitzl          | Austria         | 99.0          | 68.0             | 55.5          | 115.0         | Clasificado   |
| 9    | 36 | Daiki Ito                | Japón           | 100.5         | 71.0             | 52.5          | 114.4         | Clasificado   |
| 10   | 45 | Piotr Żyła               | Polonia         | 100.5         | 71.0             | 53.5          | 114.3         | Clasificado   |
| 11   | 38 | Sebastian Colloredo      | Italia          | 98.5          | 67.0             | 54.0          | 113.2         | Clasificado   |
| 12   | 50 | Dimitry Vassiliev        | Rusia           | 100.0         | 70.0             | 54.5          | 113.1         | Clasificado   |
| 13   | 29 | Yuta Watase              | Japón           | 100.0         | 70.0             | 53.5          | 113.1         | Clasificado   |
| 14   | 43 | Vladimir Zografski       | Bulgaria        | 97.5          | 65.0             | 54.0          | 112.1         | Clasificado   |
| 15   | 26 | Jakub Janda              | República Checa | 98.0          | 66.0             | 55.0          | 111.5         | Clasificado   |
| 16   | 23 | Kaarel Nurmsalu          | Estonia         | 95.5          | 61.0             | 55.0          | 111.3         | Clasificado   |
| 17   | 54 | Michael Neumayer         | Alemania        | 98.5          | 67.0             | 54.0          | 110.8         | Clasificado   |
| 18   | 42 | Noriaki Kasai            | Japón           | 97.5          | 65.0             | 54.0          | 110.7         | Clasificado   |
| 19   | 48 | Thomas Morgenstern       | Austria         | 98.5          | 67.0             | 54.0          | 110.6         | Clasificado   |
| 20   | 41 | Lukáš Hlava              | República Checa | 96.0          | 62.0             | 53.5          | 107.7         | Clasificado   |
| 20   | 25 | Andrea Morassi           | Italia          | 96.0          | 62.0             | 54.0          | 107.7         | Clasificado   |
| 22   | 53 | Jaka Hvala               | Eslovenia       | 96.0          | 62.0             | 54.0          | 107.5         | Clasificado   |
| 23   | 27 | Alexey Romashov          | Rusia           | 96.5          | 63.0             | 49.5          | 107.1         | Clasificado   |
| 24   | 40 | Stefan Kraft             | Austria         | 94.5          | 59.0             | 54.5          | 106.8         | Clasificado   |
| 25   | 30 | Vincent Descombes Sevoie | Francia         | 95.5          | 61.0             | 52.5          | 106.2         | Clasificado   |
| 26   | 19 | Martti Nõmme             | Estonia         | 93.5          | 57.0             | 52.0          | 103.8         | Clasificado   |
| 27   | 33 | Matjaž Pungertar         | Eslovenia       | 93.5          | 57.0             | 52.5          | 102.7         | Clasificado   |
| 28   | 32 | Roman Koudelka           | República Checa | 92.5          | 55.0             | 52.5          | 101.7         | Clasificado   |
| 29   | 34 | Gregor Deschwanden       | Suiza           | 95.5          | 61.0             | 52.0          | 101.3         | Clasificado   |
| 30   | 11 | Anssi Koivuranta         | Finlandia       | 93.0          | 56.0             | 54.0          | 101.0         | Clasificado   |
| 31   | 7  | Anders Johnson           | Estados Unidos  | 92.5          | 55.0             | 53.0          | 100.1         | Clasificado   |
| 32   | 24 | Ville Larinto            | Finlandia       | 91.5          | 53.0             | 53.0          | 98.8          | Clasificado   |
| 33   | 31 | Ilya Rosliakov           | Rusia           | 92.5          | 55.0             | 50.5          | 97.6          | Clasificado   |
| 34   | 22 | Davide Bresadola         | Italia          | 89.5          | 49.0             | 52.0          | 95.4          | Clasificado   |
| 35   | 16 | Sami Heiskanen           | Finlandia       | 88.5          | 47.0             | 51.0          | 93.5          | Clasificado   |
| 36   | 15 | Ronan Lamy-Chappuis      | Francia         | 88.5          | 47.0             | 51.0          | 93.2          | Clasificado   |
| 37   | 35 | Lauri Asikainen          | Finlandia       | 89.0          | 48.0             | 51.5          | 91.2          | Clasificado   |
| 37   | 3  | Alexey Korolev           | Kazajistán      | 88.5          | 47.0             | 52.5          | 91.2          | Clasificado   |
| 39   | 21 | Nico Polychronidis       | Grecia          | 87.0          | 44.0             | 51.0          | 90.4          | Clasificado   |
| 40   | 4  | Radik Zhaparov           | Kazajistán      | 87.5          | 45.0             | 51.5          | 90.3          | Clasificado   |
| 41   | 28 | Peter Frenette           | Estados Unidos  | 87.5          | 45.0             | 50.0          | 89.0          |               |
| 42   | 17 | Roberto Dellasega        | Italia          | 86.5          | 43.0             | 50.5          | 86.8          |               |
| 43   | 9  | Alexander Mitz           | Suecia          | 86.5          | 43.0             | 51.0          | 85.7          |               |
| 44   | 20 | Tomáš Zmoray             | Eslovaquia      | 84.0          | 38.0             | 50.5          | 85.1          |               |
| 45   | 1  | Carl Nordin              | Suecia          | 88.5          | 47.0             | 45.0          | 81.8          |               |
| 46   | 8  | Volodymyr Veredyuk       | Ucrania         | 83.0          | 36.0             | 49.0          | 79.3          |               |
| 47   | 13 | Remus Tudor              | Rumania         | 83.5          | 37.0             | 49.0          | 77.9          |               |
| 48   | 5  | Andrii Klymchuk          | Ucrania         | 84.0          | 38.0             | 48.0          | 77.0          |               |
| 49   | 10 | Konstantin Sokolenko     | Kazajistán      | 81.5          | 33.0             | 49.0          | 75.5          |               |
| 50   | 12 | Choi Se-Ou               | Corea del Sur   | 80.0          | 30.0             | 50.0          | 74.9          |               |
| 51   | 14 | Patrik Lichý             | Eslovaquia      | 79.5          | 29.0             | 46.0          | 70.1          |               |
| 52   | 6  | Sabirzhan Muminov        | Kazajistán      | 74.0          | 18.0             | 44.5          | 53.5          |               |
| 53   | 18 | Ákos Szilágyi            | Hungría         | 69.5          | 9.0              | 46.0          | 48.2          |               |
| 54   | 2  | Kristaps Nezhborts       | Letonia         | 57.0          | −16.0            | 45.0          | 19.8          |               |
| *    | 56 | Simon Ammann             | Suiza           | 102.5         | 75.0             | -             | -             | Precasificado |
| *    | 57 | Peter Prevc              | Eslovenia       | 96.0          | 62.0             | -             | -             | Precasificado |
| *    | 58 | Jan Matura               | República Checa | 100.5         | 71.0             | -             | -             | Precasificado |
| *    | 59 | Richard Freitag          | Alemania        | 95.5          | 61.0             | -             | -             | Precasificado |
| *    | 60 | Robert Kranjec           | Eslovenia       | 96.0          | 62.0             | -             | -             | Precasificado |
| *    | 61 | Kamil Stoch              | Polonia         | 99.5          | 69.0             | -             | -             | Precasificado |
| *    | 62 | Severin Freund           | Alemania        | 99.0          | 68.0             | -             | -             | Precasificado |
| *    | 63 | Anders Jacobsen          | Noruega         | 96.5          | 63.0             | -             | -             | Precasificado |
| *    | 64 | Anders Bardal            | Noruega         | -             | -                | -             | -             | Precasificado |
| *    | 65 | Gregor Schlierenzauer    | Austria         | 98.5          | 67.0             | -             | -             | Precasificado |
|      | 39 | Denis Kornilov           | Rusia           |               |                  |               | Descalificado |               |

### Final
La final comenzó a las 17:00 (hora local).
| Pos.              | Nº | Nombre                   | País            | 1º ronda distancia (m) | 1º ronda puntos | 1º ronda posición | ronda final distancia (m) | ronda final puntos | ronda final posición | Total de puntos |
| ----------------- | -- | ------------------------ | --------------- | ---------------------- | --------------- | ----------------- | ------------------------- | ------------------ | -------------------- | --------------- |
| Medalla de oro    | 49 | Anders Bardal            | Noruega         | 103.5                  | 124.1           | 1                 | 100.0                     | 128.5              | 1                    | 252.6           |
| Medalla de plata  | 50 | Gregor Schlierenzauer    | Austria         | 98.0                   | 120.0           | 3                 | 97.5                      | 128.4              | 2                    | 248.4           |
| Medalla de bronce | 42 | Peter Prevc              | Eslovenia       | 102.5                  | 118.3           | 5                 | 98.5                      | 126.0              | 5                    | 244.3           |
| 4                 | 47 | Severin Freund           | Alemania        | 101.0                  | 117.3           | 6                 | 99.0                      | 125.3              | 6                    | 242.6           |
| 5                 | 33 | Thomas Morgenstern       | Austria         | 100.0                  | 114.4           | 10                | 100.5                     | 127.6              | 3                    | 242.0           |
| 6                 | 44 | Richard Freitag          | Alemania        | 103.5                  | 119.3           | 4                 | 97.5                      | 119.8              | 14                   | 239.1           |
| 7                 | 34 | Taku Takeuchi            | Japón           | 102.0                  | 115.9           | 7                 | 98.0                      | 122.1              | 8                    | 238.0           |
| 8                 | 46 | Kamil Stoch              | Polonia         | 102.0                  | 121.3           | 2                 | 97.0                      | 116.1              | 21                   | 237.4           |
| 9                 | 31 | Andreas Wank             | Alemania        | 99.5                   | 109.9           | 18                | 99.5                      | 127.4              | 4                    | 237.3           |
| 10                | 40 | Tom Hilde                | Noruega         | 99.5                   | 115.1           | 9                 | 97.0                      | 120.5              | 12                   | 235.6           |
| 11                | 36 | Maciej Kot               | Polonia         | 101.5                  | 113.1           | 11                | 97.0                      | 121.6              | 9                    | 234.7           |
| 12                | 43 | Jan Matura               | República Checa | 102.5                  | 115.7           | 8                 | 96.0                      | 118.0              | 17                   | 233.7           |
| 13                | 32 | Andreas Stjernen         | Noruega         | 98.0                   | 112.3           | 12                | 97.0                      | 121.3              | 10                   | 233.6           |
| 14                | 16 | Vincent Descombes Sevoie | Francia         | 96.5                   | 108.0           | 20                | 98.0                      | 123.0              | 7                    | 231.0           |
| 15                | 22 | Daiki Ito                | Japón           | 96.0                   | 110.2           | 16                | 96.5                      | 120.4              | 13                   | 230.6           |
| 16                | 41 | Simon Ammann             | Suiza           | 99.0                   | 111.4           | 13                | 95.5                      | 118.1              | 16                   | 229.5           |
| 17                | 37 | Wolfgang Loitzl          | Austria         | 93.5                   | 107.2           | 23                | 97.5                      | 121.1              | 11                   | 228.3           |
| 18                | 39 | Michael Neumayer         | Alemania        | 98.5                   | 110.0           | 17                | 96.5                      | 117.9              | 18                   | 227.9           |
| 19                | 48 | Anders Jacobsen          | Noruega         | 96.5                   | 109.0           | 19                | 97.0                      | 117.9              | 18                   | 226.9           |
| 20                | 29 | Manuel Fettner           | Austria         | 96.0                   | 106.3           | 27                | 97.0                      | 118.8              | 15                   | 225.1           |
| 21                | 15 | Yuta Watase              | Japón           | 95.0                   | 107.3           | 22                | 95.5                      | 116.7              | 20                   | 224.0           |
| 22                | 38 | Jaka Hvala               | Eslovenia       | 97.0                   | 107.2           | 23                | 95.0                      | 115.1              | 22                   | 222.3           |
| 23                | 30 | Piotr Żyła               | Polonia         | 95.5                   | 106.5           | 26                | 95.0                      | 113.6              | 25                   | 220.1           |
| 24                | 19 | Matjaž Pungertar         | Eslovenia       | 93.5                   | 105.4           | 28                | 94.5                      | 114.3              | 23                   | 219.7           |
| 25                | 26 | Lukáš Hlava              | República Checa | 92.5                   | 105.3           | 29                | 93.0                      | 114.1              | 24                   | 219.4           |
| 26                | 45 | Robert Kranjec           | Eslovenia       | 100.0                  | 110.9           | 14                | 92.0                      | 108.3              | 28                   | 219.2           |
| 26                | 10 | Kaarel Nurmsalu          | Estonia         | 95.0                   | 106.9           | 25                | 94.0                      | 112.3              | 26                   | 219.2           |
| 28                | 35 | Dmitry Vassiliev         | Rusia           | 99.5                   | 107.9           | 21                | 93.5                      | 107.2              | 29                   | 215.1           |
| 29                | 18 | Roman Koudelka           | República Checa | 94.0                   | 104.4           | 30                | 91.5                      | 108.9              | 27                   | 213.3           |
| 30                | 12 | Andrea Morassi           | Italia          | 96.5                   | 110.4           | 15                | 88.0                      | 101.0              | 30                   | 211.4           |
| 31                | 23 | Dawid Kubacki            | Polonia         | 93.5                   | 103.4           | 31                |                           |                    |                      | 103.4           |
| 31                | 13 | Jakub Janda              | República Checa | 92.5                   | 103.4           | 31                |                           |                    |                      | 103.4           |
| 33                | 25 | Stefan Kraft             | Austria         | 92.5                   | 101.6           | 33                |                           |                    |                      | 101.6           |
| 34                | 14 | Alexey Romashov          | Rusia           | 92.5                   | 101.4           | 34                |                           |                    |                      | 101.4           |
| 35                | 27 | Noriaki Kasai            | Japón           | 92.5                   | 100.6           | 35                |                           |                    |                      | 100.6           |
| 36                | 24 | Sebastian Colloredo      | Italia          | 91.0                   | 98.5            | 36                |                           |                    |                      | 98.5            |
| 37                | 3  | Anders Johnson           | Estados Unidos  | 93.5                   | 98.3            | 37                |                           |                    |                      | 98.3            |
| 38                | 5  | Ronan Lamy-Chappuis      | Francia         | 91.0                   | 98.1            | 38                |                           |                    |                      | 98.1            |
| 39                | 4  | Anssi Koivuranta         | Finlandia       | 90.0                   | 96.3            | 39                |                           |                    |                      | 96.3            |
| 40                | 28 | Vladimir Zografski       | Bulgaria        | 90.0                   | 94.6            | 40                |                           |                    |                      | 94.6            |
| 41                | 20 | Gregor Deschwanden       | Suiza           | 88.0                   | 94.1            | 41                |                           |                    |                      | 94.1            |
| 42                | 11 | Ville Larinto            | Finlandia       | 89.5                   | 93.9            | 42                |                           |                    |                      | 93.9            |
| 43                | 2  | Radik Zhaparov           | Kazajistán      | 89.5                   | 91.2            | 43                |                           |                    |                      | 91.2            |
| 44                | 9  | Davide Bresadola         | Italia          | 88.0                   | 90.2            | 44                |                           |                    |                      | 90.2            |
| 45                | 8  | Nico Polychronidis       | Grecia          | 88.0                   | 89.9            | 45                |                           |                    |                      | 89.9            |
| 46                | 17 | Ilya Rosliakov           | Rusia           | 86.0                   | 88.2            | 46                |                           |                    |                      | 88.2            |
| 47                | 7  | Martti Nõmme             | Estonia         | 86.5                   | 87.7            | 47                |                           |                    |                      | 87.7            |
| 48                | 21 | Lauri Asikainen          | Finlandia       | 86.0                   | 86.5            | 48                |                           |                    |                      | 86.5            |
| 49                | 1  | Alexey Korolev           | Kazajistán      | 85.5                   | 84.4            | 49                |                           |                    |                      | 84.4            |
| 50                | 6  | Sami Heiskanen           | Finlandia       | 83.5                   | 81.5            | 50                |                           |                    |                      | 81.5            |